# サミュエル・バトラー (詩人)

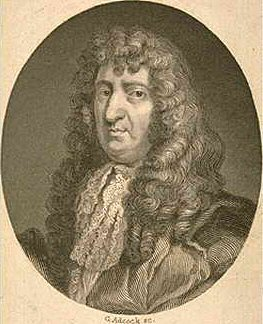
サミュエル・バトラー

サミュエル・バトラー (Samuel Butler, 1612年12月4日 - 1680年9月25日）は、イギリスの詩人。ウスターシャーのストレンシャム出身。
農家に生まれ、幼児伯爵夫人の小姓を務め、のち清教徒の保安官サー・サミュエル・リュークに仕えたが、清教徒に反感を抱くにいたる。1660年王政復古ののち、ウェールズ総督カーベリーの秘書官となり、ラドロー城の執事を務めるが結婚してロンドンに行く。1662年、風刺詩の『ヒューディブラス』（Hudibras）を刊行、清教徒を痛烈に風刺してチャールズ2世から年金をもらう。頑固な聖職者である主人公ヒューディブラスの偽善と利己主義が暴露される。『ドン・キホーテ』の影響があるという。晩年は貧苦のうちに死んだという。
同姓同名の小説家サミュエル・バトラー（1835年 - 1902年）と区別するため、それぞれの代表作にちなみ、詩人のバトラーをヒューディブラス・バトラー、小説家のバトラーをエレホン・バトラーと呼ぶことがある。

## 日本語文献
- 小池政雄「サミュエル・バトラー作「ヒューディブラス」第一部第一歌試訳」『研究紀要』1979年-1980年
- 「ヒューディブラス」注解」『研究紀要』1987年-1995年
- 「サミュエル・バトラー作「ヒューディブラス」試訳（第一部 第三歌）『佐賀大学英文学研究』1991年-2003年
- 田中有美「悪役ドン・キホーテ―サミュエル・バトラーの『ヒューディブラス』におけるセルバンテス受容」『比較文學研究』2003年-2004年
- 「ヒューディブラス」バトラー研究会訳、松籟社 2018年。高谷修ほか3名